# Steven Mackintosh
Pour les articles homonymes, voir Mackintosh.
Steven Mackintosh est un acteur britannique né le 30 avril 1967 à Cambridge.

## Filmographie

### Cinéma
- 1987 : Prick Up Your Ears, de Stephen Frears
- 1990 : Memphis Belle, de Michael Caton-Jones
- 1991 : London Kills Me, de Hanif Kureishi
- 1992 : Noël chez les Muppets (The Muppet Christmas Carol), de Brian Henson
- 1994 : Princesse Caraboo (Princess Caraboo), de Michael Austin
- 1995 : The Grotesque, de John-Paul Davidson
- 1995 : Blue Juice, de Carl Prechezer
- 1996 : La Nuit des rois (Twelfth Night), de Trevor Nunn
- 1996 : Different for Girls, de Richard Spence
- 1997 : It's Good to Talk, de Roger Goldby (court-métrage)
- 1997 : House of America, de Marc Evans
- 1998 : Trois Anglaises en campagne (The Land Girls), de David Leland
- 1998 : Arnaques, Crimes et Botanique (Lock, Stock and Two Smoking Barrels), de Guy Ritchie
- 1999 : The Criminal, de Julian Simpson (en)
- 2005 : The Jacket, de John Maybury
- 2006 : Underworld 2 : Évolution, de Len Wiseman
- 2008 : Ultime Évasion (Escapist), de Rupert Wyatt
- 2008 : Par delà le bien et le mal (Good), de Vicente Amorim
- 2009 : Underworld 3 : Le Soulèvement des Lycans, de Patrick Tatopoulos
- 2009 : The Scouting Book for Boys, de Tom Harper
- 2011 : The Great Ghost Rescue, d'Yann Samuell
- 2012 : The Sweeney de  Nick Love
- 2013 : Kick-Ass 2 de  Jeff Wadlow : Papa Tommy
- 2014 : Our Robot Overlords de Jon Wright : Danny
- 2016 : 100 Streets de Jim O'Hanlon : Gordon
- 2019 : Rocketman de Dexter Fletcher : Stanley Dwight, le père d'Elton John

### Télévision
- 1985 :  Doctor Who épisode Timelash : Gazak
- 1991 : Hercule Poirot (série télévisée, saison 3, épisode 4 : L'Express de Plymouth) : un distributeur de journaux
- 2009 : Criminal Justice  (série télévisée) - 5 épisodes : DI Chris Sexton
- 2009 : The Queen (série télévisée) : le narrateur
- 2010 : Luther  (série télévisée) - 7 épisodes : Agent Ian Reed
- 2012 : Inside Men (série télévisée) - 4 épisodes : John Coniston
- 2014 : D'une vie à l'autre (From there to here) : Robbo
- 2016-2017 : Lucky Man (Stan Lee's Lucky Man) : Alistair Winter
- 2017 : The Halcyon : Richard Garland
- 2018 : Wanderlust
- 2024 : Senna : Frank Williams